# Chick flick

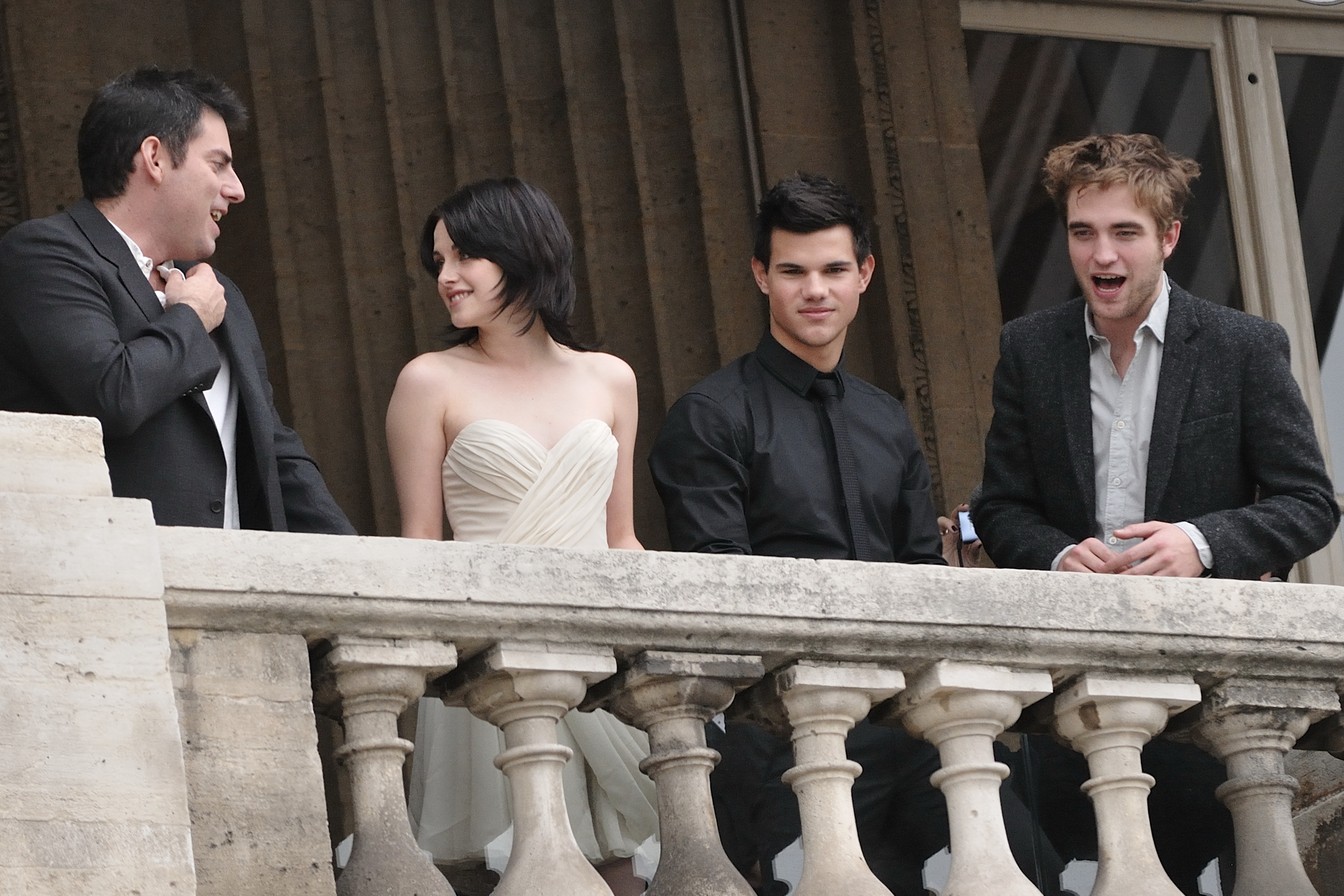
Chạng vạng (2008), một bộ phim bom tấn thuộc thể loại giả tưởng lãng mạn, được coi là một ví dụ của dòng phim Chick flick; trong hình là đạo diễn Chris Weitz cùng với các diễn viên của phim lần lượt gồm Kristen Stewart, Taylor Lautner và Robert Pattinson.

Chick flick (tạm dịch: phim dành cho phụ nữ) là một thuật ngữ tiếng lóng được sử dụng để chỉ thể loại phim phục vụ đặc biệt cho thị hiếu của phụ nữ và nhắm đến đối tượng chính là nhân khẩu học nữ giới. Nhìn chung, những bộ phim thuộc thể loại này có xu hướng thu hút nhiều khán giả nữ trẻ hơn và chủ yếu đề cập đến tình yêu và sự lãng mạn. Mặc dù cũng có nhiều thể loại phim khác có thể hướng đến khán giả nữ, thuật ngữ "chick flick" thường chỉ được sử dụng để chỉ những bộ phim xoay quanh xung đột cảm xúc cá nhân hoặc vấn đề xảy ra giữa các mối quan hệ (không nhất thiết phải lãng mạn; các bộ phim có thể tập trung về mối quan hệ cha mẹ – con cái hoặc bạn bè). Những bộ phim Chick flick thường được phát hành vào Ngày Valentine. Nhiều nhà nữ quyền như Gloria Steinem đã phản đối việc sử dụng thuật ngữ "chick flick" và những thuật ngữ liên quan như "chick lit" (tiểu thuyết dành cho phụ nữ), và một nhà phê bình phim gọi nó là sự xúc phạm.

## Các ví dụ
Những bộ phim sau đây đã được một số nhà bình luận liệt kê vào thể loại phim chick flick:
- Love Story (1970)[6]
- The Way We Were (1973)[7]
- Grease (1978)[8]
- An Officer and a Gentleman (1982)[9][10]
- Valley Girl (1983)
- Terms of Endearment (1983)[11]
- Sixteen Candles (1984)[6][12]
- Dirty Dancing (1987)[6][12]
- Beaches (1988)[11][13]
- Steel Magnolias (1989)[11][12]
- When Harry Met Sally... (1989)[6][12][14]
- Pretty Woman (1990)[13]
- Ghost (1990)[15]
- The Bodyguard (1992)[16]
- Sleepless in Seattle (1993)[6]
- Mad Love (1995)[17]
- Waiting to Exhale (1995)[18]
- Clueless (1995)
- The First Wives Club (1996)[19]
- My Best Friend's Wedding (1997)[14]
- Titanic (1997)[20]
- There's Something About Mary (1998)[21]
- How Stella Got Her Groove Back (1998)[22]
- One True Thing (1998)[11][22]
- Practical Magic (1998)[23]
- You've Got Mail (1998)[24]
- 10 Things I Hate about You (1999)[6][12]
- The Story of Us (1999)[22]
- Where the Heart Is (2000)[22][24]
- Bridget Jones's Diary (2001)[25]
- Legally Blonde (2001)[24]
- Nhật ký công chúa (2001)[20]
- How to Lose a Guy in 10 Days (2003)
- Cô gái lắm chiêu (2004)[8][26]
- The Notebook (2004)[6][12][20][24][27]
- A Cinderella Story (2004)[28]
- The Sisterhood of the Traveling Pants (2005)[12][24]
- Aquamarine (2006)
- The Devil Wears Prada (2006)[14][20]
- The Lake House (2006)[14][20]
- Hairspray (2007)
- Chuyện thần tiên ở New York (2007)[20]
- 27 lần cưới (2008)[14]
- Chuyện ấy là chuyện nhỏ (2008)[1][12][20]
- Chạng vạng (phim 2008) (2008)[1][12][20]
- Lời cầu hôn (2009)[29][30]
- Bridesmaids (2011)[8]
- Năm mươi sắc thái (2015)[31]
- Chân dài (2019)[12][14]